# فلودزميزيرز دابروفسكي
فلودزميزيرز دابروفسكي (بالبولندية: Włodzimierz Dąbrowski)‏ هو محامي وسياسي بولندي، ولد في 11 أغسطس 1892 في جيشن في بولندا، وتوفي في 1942 في معسكر إبادة.